# Mladinska pesem Evrovizije 2019
Mladinska pesem Evrovizije 2019 bo 17. tak evrovizijski dogodek zapored, ki bo potekal 24. novembra 2019 v Gliwicah, mestu na Poljskem.

## Sodelujoče države
| Država             | Izvajalec                                | Pesem                                 | Jezik                     |
| ------------------ | ---------------------------------------- | ------------------------------------- | ------------------------- |
| Albanija           | Isea Çili                                | "Mikja ime fëmijëria"                 | Albanščina                |
| Armenija           | Karina Ignatyan                          | "Colours of Your Dream"               | Armenščina, Angleščina    |
| Avstralija         | Jordan Anthony                           | "We will rise"                        | Angleščina                |
| Belorusija         | Elizaveta Misnikova                      | "Pepelniy" (Пепельный)                | Ruščina                   |
| Francija           | Carla                                    | "Bim bam toi"                         | Francoščina               |
| Gruzija            | Giorgi Rostiashvili                      | "We need love"                        | Gruzijščina               |
| Republika Irska    | Anna Kearney                             | "Banshee"                             | Irščina                   |
| Italija            | Marta Viola                              | "La voce della terra"                 | Italijanščina, Angleščina |
| Kazahstan          | Yerzhan Maksim                           | "Armanyńnan qalma" (Арманыңнан қалма) | Angleščina, Kazaščina     |
| Malta              | Eliana Gomez Blanco                      | "We are more"                         | Angleščina, Malteščina    |
| Nizozemska         | Matheu                                   | "Dans met jou"                        | Nizozemščina, Angleščina  |
| Severna Makedonija | Mila Moskov                              | "Fire"                                | Makedonščina, Angleščina  |
| Poljska            | Wiktoria Gabor                           | "Superhero"                           | Poljščina, Angleščina     |
| Portugalska        | Joana Almeida                            | "Ven comigo" (Come with me)           | Portugalščina             |
| Rusija             | Tatyana Mezhentseva and Oorzhak Denberel | "Vremya dlya nas (A Time For Us)"     | Ruščina, Angleščina       |
| Srbija             | Darija Vračević                          | "Podigni glas" (Подигни глас)         | Srbščina                  |
| Španija            | Melani García                            | "Marte"                               | Španščina                 |
| Ukrajina           | Sophia Ivanko                            | "Koly zdaietsia" (Коли здається)      | Ukrajinščina, Angleščina  |
| Wales              | Erin Mai                                 | "Calon yn Curo (Heart Beating)"       | Valižanščina              |

Odstopajoče države
- Azerbajdžan
- Izrael

## Druge države
- Ciper
- Črna gora
- Estonija
- Finska
- Hrvaška
- Islandija
- Latvija
- Nemčija
- Norveška
- Slovaška
- Slovenija
- Škotska
- Švedska
- Švica

## Prizorišče
Arena Gliwice je športna in zabavna hala z kapaciteto 17,178 sedežev v glavni areni. Je ena izmed največjih športnih in zabavnih hal na Poljskem.

### Izbira mesta za potek dogodka
| Mesto    | Prizorišče (Arena)  | Kapaciteta (število sedežev) |
| -------- | ------------------- | ---------------------------- |
| Gdańsk   | Ergo Arena          | 15,000                       |
| Gliwice  | Gliwice Arena       | 17,178                       |
| Katowice | Spodek              | 11,500                       |
| Kraków   | Tauron Arena Kraków | 20,400                       |
| Łódź     | Atlas Arena         | 13,800                       |
| Szczecin | Arena Szczecin      | 7,027                        |
| Toruń    | Arena Toruń         | 9,250                        |